# De kunstkraker
De kunstkraker is een stripverhaal uit de reeks van Suske en Wiske. Het is geschreven door Marc Verhaegen. De publicatie werd gestart in Expres, maar na drie weken (19 november 2001 tot en met 3 december 2001) gestaakt, omdat het blad werd verkocht aan een andere uitgeverij. De publicatie werd opnieuw gestart in het tijdschrift Story van 14 februari 2002 tot en met 26 december 2002. De eerste albumuitgave was op 17 februari 2003.

## Locaties
Dit verhaal speelt zich af op de volgende locaties:
- België, Brussel met de Koninklijke Musea voor Schone Kunsten van België (locatie: Het Museum voor Moderne Kunst), herenhuis, schilderijen van Salvador Dalí, M.C. Escher en Magritte.

## Personages
In dit verhaal komen de volgende personages voor:
- Suske, Wiske met Schanulleke, tante Sidonia, Lambik, Jerom, professor Barabas, kassajufrouw, schoonmaakster, publiek, bewakers, conservator, meester Kruimels (advocaat), Cyrille Contrefaçon, notaris Van Boel (bezit originele Dali), figuren uit de fantasiewereld van Salvador Dali, Magritte en M.C. Escher.

## Uitvindingen
In dit verhaal spelen de volgende uitvindingen mee:
- de dimenscoop.

## Het verhaal
Suske, Wiske en Lambik bezoeken het museum voor de schone kunsten in de stad en kunnen de tentoonstelling “Surrealisme op z’n dada’s” gratis bezoeken. Lambik bekijkt de schilderijen Ceci n’est pas une pipe en une pomme en bewerkt stiekem de tekst op een spiegel, waardoor hij zichzelf voor gek zet zonder dat door te hebben. Lambik wordt per ongeluk door een schoonmaakster in een kast opgesloten en ziet door het sleutelgat hoe een man met een schilderij onder zijn arm voorbijloopt. Het alarm gaat af en bewakers houden het publiek tegen, ze vertellen dat een schilderij van Munch gestolen is. De politie arriveert en al het publiek wordt gescand, maar het schilderij is onvindbaar. Suske en Wiske zijn ook in het museum achtergebleven en zien hoe de man met het schilderij een wapen uit zijn koffer haalt, maar de man kan met het schilderij ontkomen. Lambik raakt met het wapen een schilderij en wordt naar binnen gezogen, hij ziet een haciënda en botst op de apotheker van Ampurdam die zegt dat hij niets zoekt. Suske en Wiske vinden het wapen en nemen het mee naar huis, ’s nachts schakelt de man de elektriciteit uit en de vrienden betrappen hem in het huis. De man kan opnieuw ontkomen en Suske en Wiske gaan naar professor Barabas, ze vinden de professor bewusteloos op de grond. Professor Barabas herkent het wapen, hij heeft zelf meegewerkt aan de ontwikkeling samen met zijn Franse collega, Cyrille Contrefaçon. Met een straal van het wapen wordt de tweedimensionale wereld op het schilderij multidimensionaal, je wordt overgeleverd aan de verbeeldingswereld van de kunstenaar en er is geen manier om weer naar de normale wereld terug te keren. Professor Barabas stopte met de experimenten en borg zijn exemplaar op, maar Contrefaçon ging door met zijn dimenscoop en de vrienden ontdekken dat het exemplaar van professor Barabas is verdwenen. Suske en Wiske gaan naar het museum en zien de man met een ander schilderij voorbijlopen, hij richt zijn straal op een schilderij van Magritte en stapt het doek binnen. Tante Sidonia komt ook in het museum en de vrienden gaan de plek waar Lambik is verdwenen, er hangen schilderijen van Dali en Magritte.
De vrienden splitsen zich en gaan de schilderijen binnen, tante Sidonia komt in het schilderij van Dali en wordt aangereden door een auto. Ze belandt in de auto en ziet Lambik achter het stuur, de apotheker rijdt met hem mee en er lopen olifanten op stelten door het landschap.De heilige Antonius, met als lichaam een kast, duikt op en de apotheker wordt door een olifant meegenomen. Lambik en tante Sidonia zien een vreemd voorwerp en tante Sidonia legt uit dat ze in de surrealistische wereld van Dali zijn beland. Naast een week uurwerk legt tante Sidonia uit wat er aan de hand is en Lambik besluit de plaats waar hij voor het eerst in het landschap verscheen te gaan zoeken. Ze lopen naar een dorpje en zien afbeeldingen van andere schilderijen, plotseling staan tante Sidonia en Lambik op een zwevend plateau in een vreemd heelal, er verschijnt een zwevende vrouw met rondvliegende wespen. Lambik pakt een zwevende karabijn en schiet op de wespen, maar raakt een granaatappel en er komt een vis naar buiten. Dan duiken twee tijgers uit de bek van de vis en tante Sidonia en Lambik vallen van het plateau en komen in een bord met reuzenspiegeleieren terecht en vragen zich af hoe ze uit deze vreemde wereld kunnen ontsnappen. Suske en Wiske zijn in het schilderij van Magritte gestapt en zien een stenen bouwwerk met een kleine stoel, een half-vis half-mens rent voorbij en de kinderen moeten wegduiken voor vliegende stokbroden. Een plaatselijke regenbui verschijnt, maar dan arriveert ook een paraplu met een glas en de kinderen volgen het pad. Ze lopen langs een leeuw en zien een vreemde stad en halve rode maan, een huis met vinger wijst de kinderen door het knotsgekke landschap en ze komen in een huis met een trap terecht. De kinderen gaan via een luik naar boven en vinden een brandende trompet en schilderijen die op ramen lijken. Dan vinden ze een map met het traktaat van de kunstkraker en dan zien ze de man brand stichten in een kamer met kunstwerken, de kinderen kunnen de man verslaan en vluchten met twee schilderijen het brandende huis uit. Met de paraplu ontkomen de kinderen aan de leeuw en zien dan zwermen mannen met bolhoeden en kraaien. De kinderen worden in een bolhoed gezogen en vallen uit het schilderij naar buiten. De politie is in het museum en de kinderen worden meegenomen, een conservator spuit met water op het schilderij om de brand te blussen. De politie gelooft het verhaal van Suske en Wiske niet en de kinderen worden in een cel gestopt. Suske vertelt Wiske dat hij in het traktaat heeft gelezen dat je met de dimenscoop op een typisch voorwerp van het werk van de kunstenaar moet richten, dit zorgt ervoor dat je weer in de normale wereld terechtkomt. Suske vindt een briefje waarop staat dat je het schilderij moet binnendringen en de waanzin moet stoppen, Jerom komt met een advocaat en de kinderen worden vrijgelaten na het betoog van meester Kruimels.
Meester Kruimels verwisselt de dimenscoop en de vrienden vertrekken, professor Barabas neemt zijn vermomming af en neemt de vrienden mee naar zijn laboratorium. Professor Barabas vertelt dat de vader van Contrefaçon een etser was die klassieke landschappen en stillevens maakte, de opkomst van de moderne kunst duwde zijn werk naar de achtergrond en het gezin kwam in armoede terecht. Cyrille werd op school gepest om zijn sjofele kleding en een oom betaalde voor zijn wetenschappelijke studie, de haat tegen de moderne kunst was zo groot dat hij werd opgepakt wegens het beschadigen van een schilderij van Max Ernst met groene zeep en ketchup. Professor Barabas snapt nu dat Contraçon nooit goede bedoelingen heeft gehad met het ontwerp van de dimenscoop en professor Barabas belt een vriend die een originele Dali bezit. De vrienden gaan naar het herenhuis van notaris Van Boel en zien schilderijen van zijn voorouders, ze gaan naar “De Madonna van Barcelona die niet wist hoe laat het was” en professor Barabas richt een straal op het doek. Jerom duikt naar het doek, maar komt op het dak van de buren terecht. Het doek is vernield en professor Barabas vertelt zijn vriend dat het om een vervalsing moet gaan. De vrienden gaan naar het museum en de politie wil hen arresteren, Jerom houdt de mannen tegen en Suske en Wiske duiken in het doek van Magritte. De wezens in de dimensie van Dali achtervolgen de kinderen en ze grijpen een pamflet van een monument. Suske en Wiske worden op de schotel met de spiegeleieren getrokken en de vrienden zien Contrefaçon voorbij rennen. Ze achtervolgen Contrefaçon en komen in een huis met werken van M.C. Escher en de kinderen duiken in een doek om aan de achtervolgende wezens te ontsnappen. Op een enorme bidsprinkhaan reizen de kinderen door de grijze wereld en zien een zwerm vliegende vissen, ze komen in een labyrintuis terecht en volgen Contrefaçon door via de trappen. De kinderen komen in de werkkamer van Escher terecht en de kunstenaar vertelt dat hij over de man met het witte masker heeft horen spreken. Contrefaçon springt door een raam en Escher laat Contrefaçon veranderen in een salamander. Suske en Wiske komen weer in het museum terecht en de politie wil hen arresteren, maar dan komen figuren uit de schilderijen naar buiten en de politie vlucht het gebouw uit. Suske heeft door dat Contrefaçon wil dat de politie de figuren stuk schiet en daardoor zullen de schilderijen vernietigd worden, hij schrijft een nieuw pamflet en de figuren keren terug naar hun schilderijen nadat ze de tekst gelezen hebben. Suske vertelt dat de wezens boos werden door de kritische stukken die Contrefaçon via de pamfletten in hun wereld bekendmaakte, Suske schreef positieve kritiek en de wezens werden weer rustig. De politie-inspecteur biedt zijn excuses aan en vertelt dat ze Contrefaçon niet hebben gevonden, een zielige salamander kruipt ongemerkt het riool in.

## Achtergronden bij het verhaal
In het verhaal wordt gesproken over de volgende kunstenaars:
- Marcel Duchamp, Man Ray, Raoul Hausmann, Max Ernst, Magritte, Salvador Dali, Edvard Munch, M.C. Escher en Pablo Picasso.
- De vrienden komen (onder andere) in de volgende schilderijen terecht:
  - De volharding der herinnering - Salvador Dali
  - Het uiteenvallen van de volharding der herinnering - Salvador Dali
- Contrafacon haat het surrealisme.